# Martyrius
Martyrius, Márton (? – Esztergom, 1158. február 13. után) magyar katolikus főpap.

## Életet
A Magyar Archontológiában Mártonként 1132 és 1134 között veszprémi megyés püspök, ahol 1355-től Péter az utóda. Szintén Márton néven egri megyés püspök 1140 és 1151 között, azonban az esztergomi érsekséget már Martyrius néven igazgatja (1151–1158).
1143-ban az Abaúj vármegyei Széplakon felszenteli a bencés apátság templomát. Esztergomi érsekként, 1151-ben Óbudán bazilikát szentelt Szűz Mária tiszteletére. II. Géza magyar király nevében tárgyalt Henrik ausztriai herceggel nővére, az admonti kolostorban élő Zsófia sorsáról. 1155-ben először Esztergomban, később Székesfehérvárot rendházat alapított a johannitáknak. 1156-ban – az esztergomi székesegyházban – az általa alapított oltár fenntartására 70 falu tizedét adományozta az esztergomi káptalannak. Ugyanebben az esztendőben – János nyitrai püspök jelenlétében – a Bars vármegyei Baratka község templomát szentelte fel. 1158 elején újjászervezte a nyitrai egyházmegyét.